# ميدالية النصر في الحرب الباردة
ميدالية النصر في الحرب الباردة هي ميدالية رسمية تابعة للحرس الوطني الأميركي وكذلك ميدالية عسكرية غير رسمية للولايات المتحدة الأميركية. تُمنح الميدالية من قبل ولاياتي لويزيانا وتكساس الأمريكيتين، وعلى شكل شريط فقط في ولاية ألاسكا. يمكن أن تُشترى الميدالية بصورة غير رسمية لكن لا يمكن ارتداؤها مع البزة الرسمية. يمكن ارتداؤها من قبل أي فرد من أفراد الجيش الأميركي أو الموظفين المدنيين في الحكومة الفيدرالية ممن خدموا في مواقعهم بشرف خلال سنين الحرب الباردة، التي استمرت من 2 سبتمبر، 1945 حتى 26 ديسمبر، 1991.

## الخلفية والتاريخ
وفقًا للمادة 1084 من قرار تفويض الدفاع الوطني لعام 1998، أثنى الكونغرس على أعضاء القوات المسلحة وأفراد مدنيين ممن ساهموا فيما تعتبره الحكومة الأميركية نصرها التاريخي في الحرب الباردة، كما فوّض الكونغرس وزير الدفاع آنذاك ويليام كوهين بتحضير شهادة تقدير للخدمات المقدمة خلال الحرب الباردة من قبل الأعضاء المؤهلين من القوات المسلحة والأفراد المدنيين من قسم الدفاع والوكالات الحكومية الأخرى.
أصبحت الشهادة معروفة باسم شهادة تقدير الحرب الباردة وهي متاحة عند الطلب من قبل كل أفراد القوات المسلحة والأفراد المدنيين في الحكومة الفدرالية المؤهلين الذين خدموا الولايات المتحدة بشرف في أي وقت خلال الحرب الباردة، من 2 سبتمبر، 1945 حتى 26 ديسمبر، 1991.
في أكتوبر عام 2001، أقر الكونغرس قرار تفويض الدفاع الوطني «إن دي إيه إيه» للعام المالي 2002، الذي أصبح قانونيًا بعد توقيع الرئيس جورج. دبليو. بوش في 28 ديسمبر، 2001. في القرار الذي وافق عليه كلا المجلسين ووقع عليه الرئيس تضمن اقتراحًا يحمل رأي الكونغرس بأنه على وزير الدفاع أن يأخذ بعين الاعتبار السماح بإصدار ميدالية ميدانية تُعرف باسم ميدالية الخدمة في الحرب الباردة ومنحها لكل فرد كان يخدم بصورة مُرضية أثناء وجوده في القوات المسلحة في الخدمة الفعلية أثناء الحرب الباردة.
تصرِّح صفحة البحرية الأمريكية الرسمية على الإنترنت أنه: «لن يقوم قسم الدفاع بتشكيل ميدالية الخدمة في الحرب الباردة» وأن أي ميداليات تذكارية مصنوعة من قبل الباعة الخاصين ليست مسموحة على الزي العسكري الرسمي.
في الوقت الحالي تبقى ميدالية النصر في الحرب الباردة تذكارية حصرًا وغير رسمية لغير أفراد الحرس الوطني للويزيانا (ميدالية وشريط)، والحرس الوطني لتكساس (ميدالية وشريط) والحرس الوطني لألاسكا (شريط فقط). تعرف ميدالية النصر في الحرب الباردة أيضًأ بميدالية الحرب الباردة التذكارية، أو ميدالية الخدمة في الحرب الباردة أو ببساطة ميدالية الحرب الباردة. لا توجد أي أدوات أو ملحقات خاصة بميدالية النصر في الحرب الباردة.

## التصميم
صُمِّمت ميدالية النصر في الحرب الباردة من قبل نادين راسل، رئيسة صنع الشعارات في مؤسسة الجيش للشعارات ومصممة العديد من ميداليات الميدان والخدمة، من ضمنها ميدالية الخدمة في جنوب غرب آسيا، ميدالية الخدمة في القوات المسلحة، وميدالية الخدمة العسكرية التطوعية الاستثنائية.

## ميدالية جوائز الحرس الوطني
لا يصدر مكتب الحرس الوطني أو يعترف بميدالية النصر في الحرب الباردة. تُرتدى الميدالية كجائزة تابعة للحرس الوطني صادرة عن الحرس الوطني للويزيانا. يصرح القائد العام في الجيش لولاية لويزيانا الوسام على أنه «ميدالية لويزيانا للنصر في الحرب الباردة».
يُسمَح للأفراد المؤهلين بما فيهم أفراد الخدمة الفعلية من الحرس الوطني للويزيانا بارتداء الميدالية مع الزي الرسمي وهم في ولاية لويزيانا وليس ضمن الملكية الفدرالية في تلك الولاية (فورت بولك مثلًا).
صدَّق الحرس الوطني في ولاية ألاسكا على شريط النصر في الحرب الباردة كشريط الخدمة في الحرب الباردة في ألاسكا وسمح بارتدائه مع الزي العسكري الرسمي الخاص بالحرس الوطني العسكري في ألاسكا، والحرس الوطني الجوي في ألاسكا، والقوات الشعبية البحرية في ألاسكا، وقوات الدفاع التابعة لولاية ألاسكا.
إن ارتداء هذه الجائزة على شكل ميدالية اختياري، ويعني هذا أن الولاية لا تمنح الميدالية، بل الشريط فقط. يمكن لمستلمي الشريط المصرحين أن يشتروا ويرتدوا الميدالية (بحجم كامل أو مصغر) على نفقتهم الخاصة، لكن يطلب التناسق عند ارتداء الميداليات، كما في حفل عشاء الحاكم السنوي.

## جائزة قوات الدفاع التابعة للولاية
سمحت العديد من قوات الدفاع التابعة للولاية بارتداء الجائزة من قبل الأفراد الذين يحققون الشروط المطلوبة. فقد أقرت قوات الدفاع التابعة لولاية ألاسكا، وحرس ولاية نيو مكسيكو، وحرس ولاية تكساس بارتداء الجائزة مع البدلات الرسمية.

## أشكال تذكارية عديدة من الميدالية
ميدالية النصر في الحرب الباردة هي أيضا ميدالية مدنية يمكن شراؤها بشكل خاص لكنها لا توزع من قبل حكومة الولايات المتحدة الأمريكية. فإن الميدالية ليس مصرح حاليًا بارتدائها مع الزي الرسمي للخدمة الفعلية العسكرية. على الرغم من ذلك، اعتمدت الميدالية بشكل رسمي من قبل المنظمة العسكرية للحروب الخارجية للولايات المتحدة وترتدى بشكل متكرر من قبل المتقاعدين من الجيش الأمريكي، والمحاربين القدامى والمدنيين في العطل العامة والاستعراضات العسكرية واجتماعات المحاربين القدامى.
هناك نسخ عديدة من الميدالية تصك من قبل مختلف الباعة. لكن النسخة الوحيدة التي اعتمدت رسميًا من قبل المنظمة العسكرية للحروب الخارجية هي ميدالية النصر في الحرب الباردة التي صممتها نادين راسل من مؤسسة الشعارات.
اعتُمدت ايضًا من قبل المنظمة الأمريكية للمحاربين القدامى في الحرب الباردة. وتبنت منظمة المحاربين القدامى الأمريكيين في ألمانيا هذه الميدالية أيضا وصرحت بارتدائها لجميع أعضاء منظمة المحاربين القدامى الأمريكيين في ألمانيا مع الزي الرسمي للمنظمة.

## مشاريع القوانين المعروضة على الكونغرس لإقرار السماح بارتداء الميدالية
على مر السنين عُرضت مشاريع قوانين على خمس كونغرسات منفصلة لإقرار ميدالية النصر في الحرب الباردة أو ميدالية الخدمة في الحرب الباردة.
لهذا التاريخ أقرت مشاريع القوانين بنجاح من قبل مجلسي النواب والشيوخ لكنها تفكك في اللجنة. رفضت جميع مشاريع القوانين الخاصة بالميدالية من قبل قسم الدفاع الأمريكي لأنها ستتعارض مع ميداليات الميدان والخدمة الصادرة سابقًا من أجل حرب فيتنام والحرب الكورية، بالإضافة لتكلفة إصدار الملايين من الميداليات للمحاربين القدامى المؤهلين.
في 17 فبراير، 2011، السيناتور اوليمبيا سنو (ولاية ماين)، وفي 24 مايو، 2011، والنائب ستيف إسرائيل (مقاطعة نيويورك النيابية الثانية)، قاما بإعادة عرض القانون على مجلس الشيوخ ومجلس النواب على الترتيب والذي ينص على أن وزير الدفاع المعني يجب أن يصدر ميدالية خدمة تعرف «بميدالية الخدمة في الحرب الباردة» للمحاربين القدامى في الحرب الباردة الذين يحققون الشروط.